# Мижигли
Мижигли (кайт. Мижигъла, дарг. Мижгъели) — село в Кайтагском районе Дагестана. Входит в состав Шилягинского сельсовета.

## География
Село Мижигли расположено на высоте 593 метра над уровнем моря. Ближайшие населённые пункты — Ахмедкент, Лища, Джирабачи, Хунгия, Джигия, Кулиджа, Шиляги, Дуреги, Газия. Происхождение названия Мижигли до сих не исследовано. Село Мижигли практически на протяжении своей истории входило в Кайтагское уцмийство, Кайтаго-Табасаранский округ и в Кайтагский район. Упоминание аула Мижигли содержится в исторических документах, учебниках, основанных на реальных событиях, в связи с чем можно утверждать, что история Мижигли является составной частью истории Кайтага.

## Население
| 1888 | 1895 | 1926 | 1939 | 1970 | 1989 | 2002 |
| ---- | ---- | ---- | ---- | ---- | ---- | ---- |
| 194  | ↘188 | ↗195 | ↗225 | ↘217 | ↗291 | ↗397 |
| 2010 | 2021 |      |      |      |      |      |
| ↘382 | ↗444 |      |      |      |      |      |